# Támara (Casanare)
Támara est une municipalité située dans le département de Casanare, en Colombie.